# Blossia hessei
Blossia hessei är en spindeldjursart som beskrevs av Lawrence 1929. Blossia hessei ingår i släktet Blossia och familjen Daesiidae. Inga underarter finns listade.